# Alfred Gaertner
Alfred Gaertner (* 8. Mai 1930 in Jatzel, Kreis Greifenberg; † 9. August 2011) war ein deutscher Politiker der SPD.

## Ausbildung und Beruf
Alfred Gaertner legte nach dem Besuch der Volksschule und des Gymnasiums 1952 das Abitur ab. Von 1952 bis 1954 machte er eine Schauspielausbildung an der Max-Reinhardt-Schule in Berlin, anschließend war er bis 1958 an verschiedenen deutschen Bühnen tätig. Er absolvierte von 1958 bis 1962 ein Studium der Rechts- und Staatswissenschaften an den Universitäten Bonn und Frankfurt/Main. 1962 erfolgte das Referendarexamen am Oberlandesgericht Köln. Von 1962 bis 1966 war Gaertner im juristischen Vorbereitungsdienst und studierte an der Hochschule für Verwaltungswissenschaften in Speyer. Danach erfolgte die zweite juristische Staatsprüfung am Landesjustizprüfungsamt Düsseldorf. 
Von 1967 bis 1969 war er leitender Beamter bei der Kreisverwaltung Bonn. Als Städtischer Oberrechtsrat in Bonn war er von 1969 bis 1970 tätig. Ab Oktober 1970 war als Regierungsdirektor Vertreter des Bundesbeauftragten für den zivilen Ersatzdienst im Bundesministerium für Arbeit und Sozialordnung. Zuletzt war er als Ministerialrat in diesem Bundesministerium tätig. Danach war er von Februar 1976 bis zu seinem Ruhestand im März 1995 Regierungsvizepräsident der Bezirksregierung Düsseldorf.

## Politik
Alfred Gaertner war seit 1957 Mitglied der SPD. 1964 wurde er Vorsitzender des SPD-Ortsvereins Bad Godesberg. Von 1966 bis 1972 fungierte er als stellvertretender Vorsitzender des SPD-Unterbezirks Bonn und ab 1970 als Mitglied des Bezirksausschusses Mittelrhein. Von 1964 bis 1967 war er als Mitglied des Kreistages Bonn-Land tätig.
Von 1954 bis 1958 war Gaertner Mitglied der Genossenschaft deutscher Bühnenangehöriger. Von 1958 bis 1962 gehörte er als Mitglied der Gewerkschaft Erziehung und Wissenschaft an. Ab 1962 wurde er Mitglied der Gewerkschaft ÖTV. 
Alfred Gaertner war vom 27. Oktober 1972 bis zum 27. Mai 1975 Mitglied des 7. Landtages von Nordrhein-Westfalen, in den er nachrückte.